# Trois Pitons River
Trois Pitons River är ett vattendrag i Dominica.   Det ligger i parishen Saint George, i den södra delen av landet. Trois Pitons River ligger på ön Dominica.